# C15TA
C15TA   — канадский бронетранспортёр, разработанный на основе бронемобиля Otter во время Второй Мировой Войны.

## История

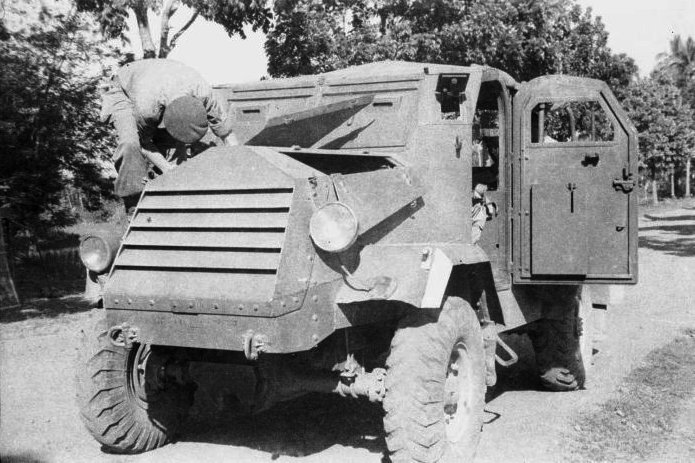
Голландский C15TA во время войны за независимость Индонезии

Бронетранспортёр был разработан компанией General Motors Canada 1943 году на основе шасси Chevrolet C15. В период с 1943 по 1945 год в Ошаве, Онтарио, было построено 3961 единиц. Позже заменен грузовиками M14 и White Scout.
В мае 1944 года 21 C15TA был передан 3-й канадской пехотной дивизии .
C15TA использовался канадскими и британскими войсками в Северо-Западной Европе в качестве бронетранспортера и машины скорой помощи (CT15AA). После войны они остались в армии освобожденных стран (Бельгии, Греции, Дании). Часть машин были проданы Испании и Португалии, а также часть машин участвовала во вьетнамской войне.

## Конструкция
Машина была способна перевозить до 8 человек, брезент над десантным отсеком поддерживался на дугах, сзади находился багажник для топлива и воды.

## В музеях
- Музей королевской полиции Малайзии, Куала-Лумпур
- Музей Перак, Музей Тайпинга, Перака и Дарула Ридзуана, Ипох
- Аварийная галерея Букит Кепонг (малайский в Galeri Darurat Bukit Kepong), Муар (город) , Джохор
- Музей Султана Абу Бакара, Пекан, Паханг
- Музей армии, Порт-Диксон
- Государственный музей Теренггану, Куала-Теренггану
- Государственный музей Кедах, Алор Сетар